# Sewaren
Sewaren ist eine Siedlung und Census-designated place innerhalb der Gemeinde Woodbridge im Middlesex County, New Jersey, USA. Bei der Volkszählung 2010 wurden 2756 Einwohner registriert.

## Geographie
Nach den Angaben des United States Census Bureaus hat die Ortschaft eine Gesamtfläche von 2,6 km2, davon 2,5 km2 Land und 0,1 km2 (5,00 %) Wasser.

## Demographie
Nach der Volkszählung von 2000 gibt es 2.780 Menschen, 1.019 Haushalte und 768 Familien in der Stadt. Die Bevölkerungsdichte beträgt 1.129,9 Einwohner pro km2. 85,36 % der Bevölkerung sind Weiße, 5,72 % Afroamerikaner, 0,18 % amerikanische Ureinwohner, 4,71 % Asiaten, 0,04 % pazifische Insulaner, 2,73 % anderer Herkunft und 1,26 % Mischlinge. 9,57 % sind Latinos unterschiedlicher Abstammung.
Von den 1.019 Haushalten haben 34,5 % Kinder unter 18 Jahre. 57,0 % davon sind verheiratete, zusammenlebende Paare, 13,5 % sind alleinerziehende Mütter, 24,6 % sind keine Familien, 20,6 % bestehen aus Singlehaushalten und in 7,0 % Menschen sind älter als 65. Die Durchschnittshaushaltsgröße beträgt 2,73, die Durchschnittsfamiliengröße 3,16.
23,8 % der Bevölkerung sind unter 18 Jahre alt, 7,5 % zwischen 18 und 24, 31,5 % zwischen 25 und 44, 24,6 % zwischen 45 und 64, 12,6 % älter als 65. Das Durchschnittsalter beträgt 38 Jahre. Das Verhältnis Frauen zu Männer beträgt 100:92,8, für Menschen älter als 18 Jahre beträgt das Verhältnis 100:88,1.
Das jährliche Durchschnittseinkommen der Haushalte beträgt 62.381 USD, das Durchschnittseinkommen der Familien 72.685 USD. Männer haben ein Durchschnittseinkommen von 46.683 USD, Frauen 35.655 USD. Der Prokopfeinkommen der Stadt beträgt 24.681 USD. 3,5 % der Bevölkerung und 2,5 % der Familien leben unterhalb der Armutsgrenze, davon sind 0,6 % Kinder oder Jugendliche jünger als 18 Jahre und 4,6 % der Menschen sind älter als 65.